# 집주금강반야바라밀경 권하
집주금강반야바라밀경 권하(集註金剛般若波羅蜜經 卷下)는 대한민국 강원특별자치도 원주시 (주)한솔제지에 있는 조선시대의 목판본 불경이다. 1995년 7월 19일 대한민국의 보물 제1223호로 지정되었다.

## 개요
금강반야바라밀경은 줄여서‘금강경’이라고도 부르는 조계종의 근본경전으로, 금강석과 같은 견실한 지혜로 깨달음의 세계에 도달할 것을 주요사상으로 하고 있다. 우리나라에서는 반야심경 다음으로 많이 읽히는 경전이다.
이 책은 금강경에 대한 여러 명의 풀이집을 모아 편집한 것으로, 전체 32분(分) 가운데 제15분(分)부터 제32분(分)까지 수록되어 있다. 태종 17년(1417)에 나무에 새겨 닥종이에 찍어낸 것이며, 크기는 세로 27cm 가로 17.5cm이다.
책의 끝부분에는 경전이 지향하는 바를 적은 글과 영경사(永慶寺)의 도과법사(道顆法師)가 돌에 새겨 찍어낸 것을 원본으로 했음을 밝히는 글이 있다. 이어 본문의 교정표·육조대사의 서문·간행경위를 적은 기록이 있는데, 간행기록 외에는 원본에 붙어 있던 것을 그대로 수용한 것으로 보인다.

## 참고 자료
- 집주금강반야바라밀경 권하 - 국가유산청 국가유산포털